# Электроприбор
Электри́ческий прибо́р или электроприбор — это техническое устройство, приводимое в действие с помощью электричества и выполняющее некоторую полезную работу, которая может выражаться в виде механической работы, выделения теплоты и др. или предназначенное для обеспечения работы других электроприборов.
В электроэнергетике электроприбор рассматривается как «потребитель», «нагрузка» или «активное сопротивление».
Любой электроприбор должен иметь освидетельствование отдела технического надзора (ОТК), а также знаки сертификатов TKK, CE, KEMA-KEUR и т. д., а также инструкцию по его эксплуатации.

## Бытовые электроприборы

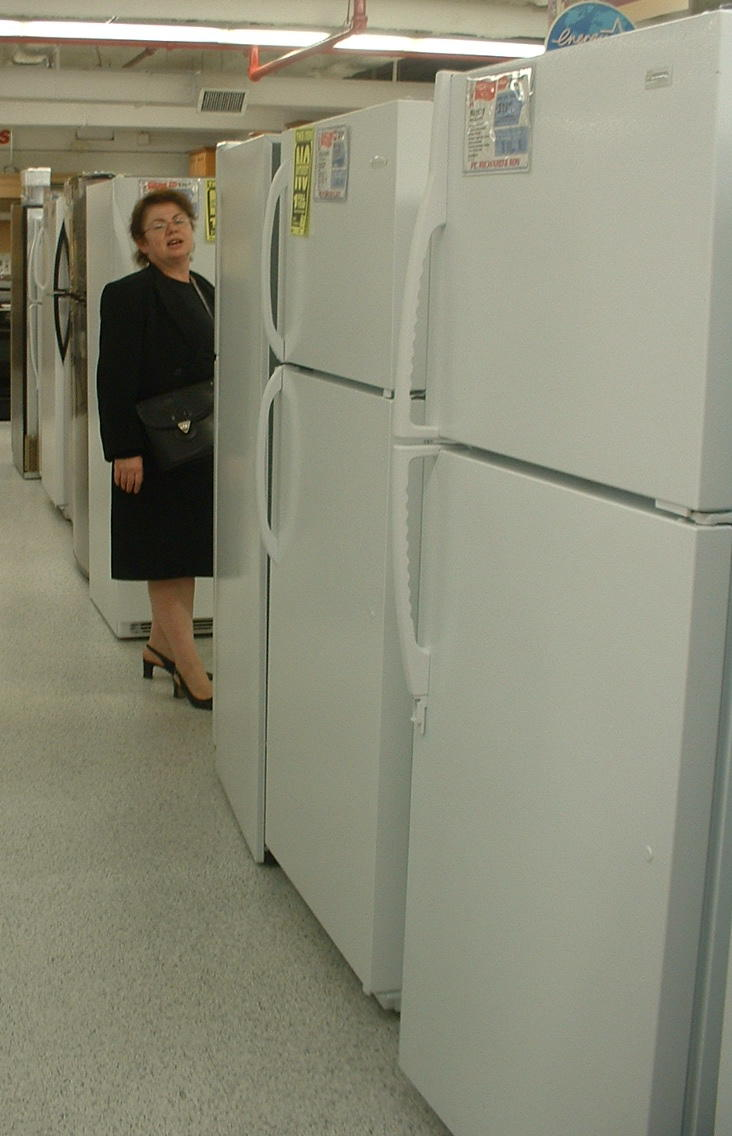
Бытовые холодильники

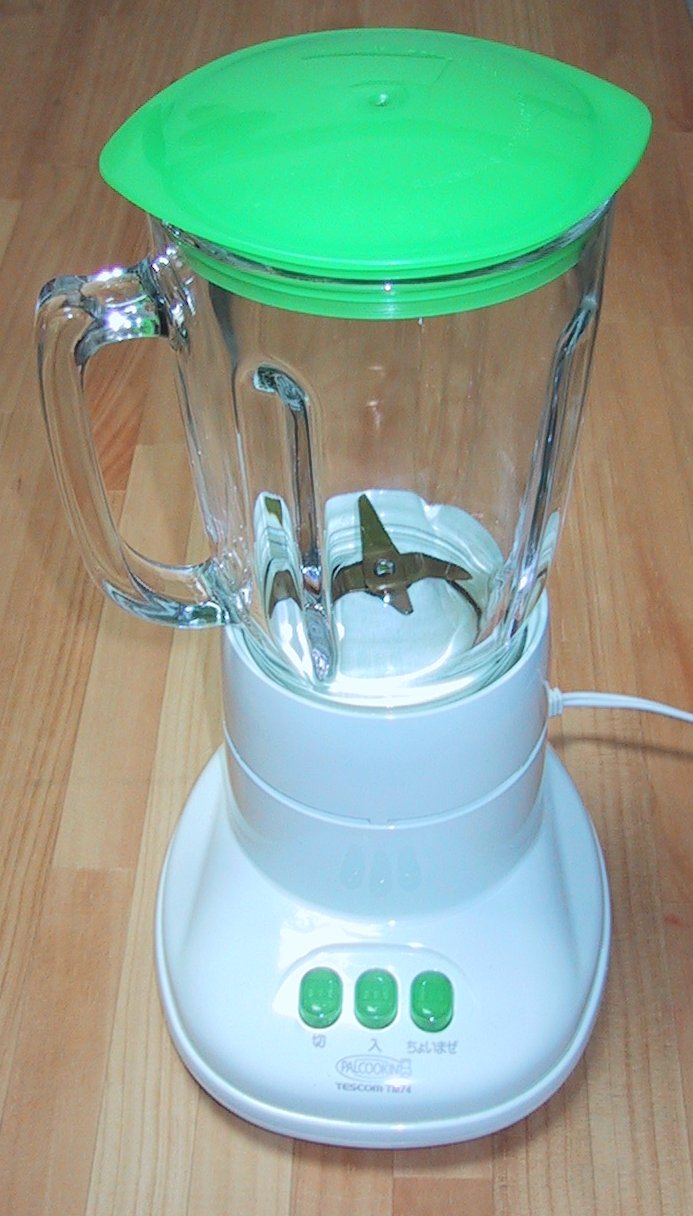
Электрический блендер

Бытовой электроприбор — это электрическое или электромеханическое устройство, выполняющее некоторую работу в домашнем хозяйстве, например, приготовление пищи, уборка и т. д. Бытовые электроприборы являются разновидностью бытовой техники.
Бытовые электроприборы по традиции разделяют на крупные и мелкие.
Крупные бытовые электроприборы отличаются достаточно большими размерами и массой, чтобы их переноска была затруднена. Они устанавливаются в определённом месте и подключаются к сети электроснабжения.
Примеры крупных бытовых электроприборов:
- кондиционер;
- холодильник;
- стиральная машина.

Мелкие бытовые электроприборы портативны. При использовании их устанавливают на столах и других поверхностях или держат в руках. Часто они оснащены ручками для удобства переноски. Мелкие бытовые электроприборы могут работать как от сети, так и от батареек.
Примеры мелких бытовых электроприборов:
- тостер;
- миксер;
- фен.

## Электронные приборы
Электронные приборы (электронная техника, промышленная и бытовая (потребительская) электроника, электроника сектора SOHO) — электроприборы, управление и принцип работы которых основан на принципах электроники и созданы на основе электронных компонентов (деление представляется достаточно условным, так как практически вся современная техника (микроволновые печи, термопоты, мультиварки,…) управляется микроконтроллерами).
Потребительская электроника (англ. Consumer electronics) делится на три категории: аудиоустройства, видеоустройства и бытовые приборы.
- видеоустройства включают устройства воспроизведения и записи видеоинформации (телевизоры, видеомагнитофоны, видео, фотокамеры и т. д.);
- аудиоустройства — устройства для записи и воспроизведения аудиоинформации (магнитофон, Проигрыватель (CD-, DVD-, мультимедиа-), Радиоприёмник (тюнер), усилитель;
- бытовая техника включает домашние устройства, такие как микроволновые печи, холодильники, стиральные машины и т. п. Также Телекоммуникационное оборудование — устройства для проводной и беспроводной связи — телефоны и т. п.; также компьютеры (в т. ч. мобильные).